# Lethrus elephas
Lethrus elephas är en skalbaggsart som beskrevs av Edmund Reitter 1890. Lethrus elephas ingår i släktet Lethrus och familjen tordyvlar. Inga underarter finns listade i Catalogue of Life.